# Traitement de la douleur
Le traitement de la douleur ou prise en charge de la douleur désigne une branche de la médecine qui utilise une approche multidisciplinaire pour atténuer la douleur et améliorer la vie de ceux qui vivent avec. L'équipe chargée du traitement inclut généralement des praticiens médicaux, des pharmaciens, des psychologues cliniques, des physiothérapeutes, des assistants médicaux et des infirmiers spécialistes clinique. L'équipe peut également inclure des spécialistes des maladies mentales ou encore des masseurs thérapeutiques. La douleur peut parfois disparaître rapidement une fois que la blessure ou le traumatisme sont guéris et traités par un praticien. Le traitement efficace de la douleur, à long terme, nécessite cependant les efforts coordonnés de l'équipe responsable.
La médecine guérit les blessures et les maladies pour soutenir et accélérer la guérison, elle prend également en charge les symptômes comme la douleur lors du traitement et de la guérison. Quand une blessure résiste à un traitement et se maintient, quand la douleur persiste après la guérison de la blessure ou de la pathologie et quand la science médicale ne peut plus identifier la cause de la douleur, la tâche de la médecine est de la soulager. Les différentes approches de la douleur chronique incluent des mesures pharmacologiques comme les antalgiques, les antidépresseurs tricycliques, les antiépileptiques, la physiothérapie, l'exercice physique, l'application du froid ou du chaud et des mesures psychologiques comme le biofeedback et la psychothérapie cognitivo-comportementale.

## État des lieux
Le traitement inadéquat de la douleur est très répandu à travers le domaine chirurgical et dans le domaine hospitalier et d'urgence en général,,,,,,. Cette négligence s'étend depuis toute époque. Les Africains et Latino-américains seraient les plus nombreux à souffrir entre les mains d'un médecin,; et la douleur chez les femmes est moins traitée que chez les hommes. Quant à la douleur chez l'enfant, et en particulier chez les plus petits, elle a été niée officiellement et scientifiquement jusqu’au milieu des années 1980, ces derniers étant régulièrement opérés sans anesthésie.
L'International Association for the Study of Pain explique notamment que la douleur devrait être représentée dans les droits de l'homme et que la douleur chronique devrait être considérée en tant que maladie. Ces notifications sont, pour l'heure, seulement représentées en Chine et en Australie. En 2013, seules 2 personnes sur 10 dans le monde ont accès aux analgésiques. Même dans les pays développés, le traitement des douleurs intenses reste très insuffisant, notamment pour 70 à 90 % des malades atteints d'un cancer en phase terminale. Chaque année, des dizaines de millions de personnes à travers le monde finissent leurs jours dans des souffrances insupportables qui pourraient pourtant être facilement allégées.

### Prise en charge de la douleur chronique
La prise en charge des syndromes douloureux chroniques est un enjeu. En effet en raison des comorbidités[source insuffisante],, en terme économique puisque le rapport NICE publié en 1999 chiffre l'importance pour la population générale et la santé publique l'ampleur de la douleur chronique et notamment au regard du marqueur QUALY ou point de qualité de vie de la population. Ce rapport souligne l'impact sur la qualité de vie de la population qui présente des douleurs chroniques. En matière de santé publique la France s'est également appuyée sur ce rapport afin de permettre le remboursement de certains traitements lourds à partir de 2009 et ce dans le but de permettre un accès à tout un ensemble de thérapeutiques dont la neurostimulation,,.

### Obstacles à la prise en charge de la douleur
- on considérait jusque dans les années 1980 que les nourrissons ne souffraient pas en raison de la myélinisation incomplète de leurs neurones. Or l’existence de la douleur dès le plus jeune âge, et surtout la preuve scientifique des effets délétères de sa non prise en charge, sont une donnée centrale des textes officiels actuels ;
- la difficulté de l’identification et de l’évaluation de la douleur chez l’enfant[24], et la potentielle négation de celle-ci[Note 1] ;
- la douleur peut être utilisée comme un élément diagnostic pour révéler une affection, ou une sur-affection. Certains actes diagnostics sont eux-mêmes générateurs de douleur, notamment les actes invasifs comme une ponction osseuse ;
- le traitement de la douleur aiguë fait appel à des médicaments classés comme stupéfiants qui peuvent créer des addictions ;
- certains avancent le poids de la culture judéo-chrétienne dans laquelle l'homme et la femme ont été destinés à souffrir en étant chassés du paradis.

Actuellement, la douleur est considérée comme une affection spécifique.

## Types de traitement de la douleur

### Médicaments
La douleur aiguë est habituellement soignée à l'aide de médicaments comme les analgésiques et anesthésiants. Concernant la douleur chronique, cependant, celle-ci est plus complexe et requiert les efforts coordonnées d'une équipes de professionnels de la santé, ce qui implique typiquement médecins, psycho-cliniciens, physiothérapeutes, ergothérapeutes et infirmiers,.
L'Organisation mondiale de la santé (OMS) définit trois paliers de douleur auxquels elle associe des principes thérapeutiques. Au niveau 1, si des douleurs faibles ou modérées sont diagnostiquées, des antalgiques non morphiniques (paracétamol, anti-inflammatoire non stéroïdien (AINS) par exemple, aspirine ou ibuprofen) peuvent être prescrits. Au niveau 2, si des douleurs modérées sont diagnostiquées, un antalgique dérivé de la morphine (codéine (associée à du paracétamol), tramadol et nefopam) peut être prescrit. Au niveau 3, des douleurs intenses, de la morphine et de l'oxycodone peuvent être utilisés. À noter la classification délicate du néfopam (Acupan) dans les paliers de l'OMS. Il s'agit d'un antalgique non morphinique (= palier 1 de l'OMS) mais de puissance équivalente à un médicament de palier 2. Le traitement de la douleur dépend de l'intensité et de son origine, le traitement définitif étant le traitement de la cause, lorsque cela est possible. Il peut faire appel à un réconfort, au fait de détourner l'attention, au fait d'expliquer ce qui se passe (diminuer l'anxiété) ; cela est particulièrement flagrant avec : les enfants, à une position d'attente (installation du patient dans une position qui minimise la douleur ; le patient adopte en général instinctivement cette position), au froid ou au chaud (suivant le type de douleur mécanique ou inflammatoire, et appliqué localement et avec modération, il calme la douleur), à la dentisterie (douleurs posturales (muscles, myalgies) induites par une hauteur inadaptée des dents naturelles (voir : Science de l'occlusion dentaire), à la kinésithérapie (massage, physiothérapie), à l'hypnose, à des anti-inflammatoires, à des antalgiques, à des sédatifs (dans les cas extrêmes à l'anesthésie) et, dans certains cas, l'antalgie interventionnelle est utilisée[réf. nécessaire].

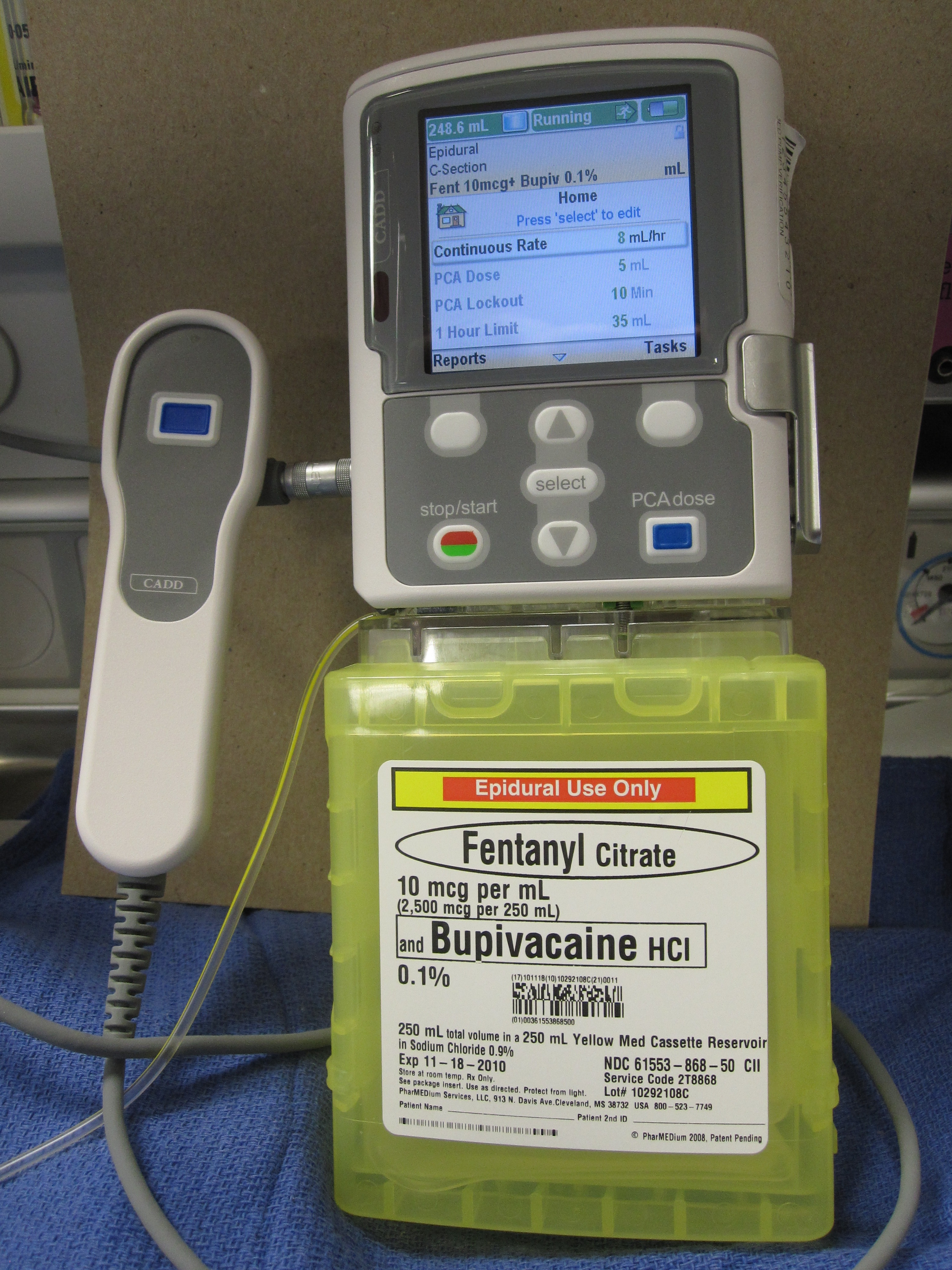
Analgésie maitrisée par le patient.

Dans le cas de douleurs intenses, un patient possède la possibilité de gérer l'antalgie lorsque celle-ci est administrée par perfusion de morphine : le patient dispose d'un bouton poussoir qui active l'injection de morphine, la quantité injectée étant limitée par un réglage de l'appareil sur prescription médicale. Cette modalité d'analgésie est appelée analgésie contrôlée par le patient (ACP) ou PCA en anglais. Le traitement de la douleur peut aussi reposer sur des méthodes de traitement physique incluant notamment kinésithérapie, ostéopathie, ergothérapie et rééducation sensitive de la douleur[réf. nécessaire].

### Chirurgie
La chirurgie de la douleur s'adresse aux douleurs intolérables, chroniques, résistantes au traitement étiologique des lésions causales, et rebelles aux thérapeutiques médicamenteuses. Ces douleurs, par leur intensité et leur chronicité, entretiennent un véritable état de « douleur-maladie », bien différent de la « douleur-symptôme » qui constitue un signal d'alarme informant de la survenue d'un état pathologique. Au cours des dernières décennies, les connaissances sur les mécanismes de la douleur chronique ont connu d'importantes avancées. Par voie de conséquence, les méthodes chirurgicales à visée antalgique et leurs indications se sont profondément modifiées, respectivement dans le sens d'une vaste multiplicité et d'une plus grande sélectivité. Les douleurs chroniques auxquelles le neurochirurgien est confronté sont bien différentes selon qu'il s'agit de douleurs néoplasiques ou de douleurs non cancéreuses, en particulier neuropathiques. Les douleurs néoplasiques sont dues à l'envahissement des tissus de voisinage par la lésion tumorale et son cortège de réactions inflammatoires, de transformations nécrotiques et de remaniements cicatriciels. Ainsi correspondent-elles le plus souvent à des mécanismes d'« excès de nociception » et sont-elles le plus souvent contrôlées par les antalgiques classiques administrés par les voies orales ou parentérales. 
Pour des douleurs très localisées, la réalisation de blocs anesthésiques locaux ou périduraux peut être nécessaire. Parfois, la morphinothérapie intrathécale, qui vise à introduire l'opiacé au contact même du système nerveux central, en l'occurrence la moelle épinière, peut être utile. Dans certains cas extrêmes, le recours à la chirurgie peut s'avérer bénéfique (Dénervation...). Par ailleurs, les douleurs d'origine cancéreuse peuvent s'accompagner de réactions algodystrophiques ou de lésions des structures nerveuses de voisinage, c'est-à-dire pour ces dernières correspondre à des douleurs neuropathiques. La prise en charge thérapeutique doit tenir le plus grand compte de ces mécanismes divers et recourir à leurs traitements spécifiques. Les douleurs neuropathiques sont par définition celles qui sont en relation avec une lésion du système nerveux, qu'il soit périphérique ou central, ou encore avec leurs conséquences (phénomènes d'hypersensibilisation, hyperexcitabilité et/ou remaniements fonctionnels plastiques...). Les méthodes conservatrices de neurostimulation sont les plus récemment apparues dans l'arsenal thérapeutique ; elles ont acquis une place importante dans le traitement des douleurs d'origine neuropathique. Elles visent à renforcer le fonctionnement des systèmes inhibiteurs. Quelle que soit la technique utilisée : neurostimulation des nerfs périphériques, stimulation médullaire, du thalamus ou du cortex cérébral, la méthode ne peut être efficace que si les structures-cibles ne sont pas anatomiquement détruites. D'un autre côté, les techniques d'interruption des voies de la douleur, en devenant plus sélectives dans leurs effets, ont gardé droit de cité pour le traitement de certaines douleurs topographiquement limitées.

### Psychologiques
Les individus qui reçoivent un soutien social réduisent les risques de souffrir de cancers.
Il est possible que certains patients souffrant de douleurs chroniques soient tellement absorbés dans une activité ou un divertissement qu'ils ne sentent plus la douleur, ou que celle-ci soit grandement diminuée.
Les thérapies cognitivo-comportementales (TCC) sont efficaces pour réduire les souffrances associées aux douleurs chroniques chez certains patients, mais cette diminution des douleurs reste insuffisante et  avec un niveau de preuve encore trop faible. Les psychothérapies d'inspiration psychanalytique(P.I.P) peuvent également réduire les souffrances occasionnées par les douleurs chroniques, ces résultats positifs nécessitent néanmoins chez le patient un intérêt pour sa vie psychique et le processus d'introspection.
Une revue de 2007 sur 13 études affirme que l'hypnose réduit la douleur dans certaines conditions, bien que le nombre de patients ayant participé à cette étude ait été relativement bas.